# 柏林赫塔體育俱樂部
赫塔柏林人體育俱樂部（德語：Hertha, Berliner Sport-Club；中文簡稱：柏林赫塔），是一家位於德國首都柏林的足球俱乐部，於1892年7月25日成立，是1900年在莱比锡成立的德國足球總會創會成員之一，現時在德國足球甲級聯賽參賽。

## 球會歷史

### 1892－1940年：草創時期
柏林赫塔是在1892年7月25日由兩對兄弟——弗里茨·林戴、馬克斯·林戴以及奧托·洛倫茲、維利·洛倫茲——在他們少年時建立，當時稱柏林赫塔92俱樂部（BFC Hertha 92）。弗里茨·林戴把球隊命名為「赫塔」，這個名字來源於一艘蒸汽船的名字——弗里茨曾經和他的父親一起搭乘這艘船進行了一天的旅行。而當時這艘船的煙囪上的藍白兩色也成了今天柏林赫塔隊的標誌色。在20世紀前，柏林赫塔仍沒有自家隊衣，所有球員都戴一頂藍色帽子，以區別其他球隊球員。在1901年柏林赫塔成為了德國球類俱樂部協會（VDB）的一員。第一個賽季柏林赫塔參加了第二級別的賽事，並取得了第二名。
1904年柏林赫塔在一名餐館東主的資助下搬遷球場至柏林市的Gesundbrunnen區。1905－06年球季柏林赫塔贏得地區聯賽冠軍。1910年5月4日柏林赫塔主場贏英格蘭球會修安聯3:1。這場擊敗英格蘭球會的賽事吸引了大量球迷注意。結果到了1909－1910年球季，球隊改由屬德國社會民主黨的韋歷克擁有，成為球會主席。當時入場人數已有17,172人（只計16場主場賽），177人成为会员，包括球员和球迷。
柏林赫塔早年常受到財政短缺和降班威脅，故球隊需要進行重組，於1920年與當地一家富有球會Berliner Sport-Club合併，自此新球會便稱為Hertha BSC。合併後的柏林赫塔績不斷進步，到1930和1931年還連贏兩屆德國聯賽冠軍。

### 1940－1970年：重回頂峰
二次大戰期間德國處於戰爭狀態，柏林赫塔被納粹黨控制，而球會主場更在1945年被敵軍轟炸而毀。戰後柏林赫塔由來自德累斯頓的球員和教練組成，因當時正值冷戰，柏林赫塔亦受牽連，一度沒法參與任何地區性聯賽，後來改為參與西德聯賽。
1963德甲正式成立，柏林赫塔被邀請加入，首場聯賽是主場對紐倫堡，比賽結果是1比1。由於當時東西德分裂，柏林市被孤立，柏林赫塔一直都找不到出色球星加盟。結果他們只能在甲組聯賽下游打滾，甚至降班告終。1971年柏林赫塔被指涉及操縱賽果醜聞，因而被揭露球會有6億元馬克負債，隨時陷入破產邊緣，結果要以出售主場告終。
隨後柏林赫塔重上正軌，在1974－75年球季贏得德甲聯賽亞軍。1979年打入歐洲聯盟杯四強，在準決賽不敵南斯拉夫的貝爾格萊德紅星隊。與此同時柏林赫塔更在1977和1979年晉級德國杯決賽。

### 1980年－：載浮載沉
1979-80球季柏林赫塔成績低劣降落乙組。之後柏林赫塔只能在聯賽升級又降級，降級又升級，1986年更跌落地區性聯賽，直到1988－89年球季才重上乙組。
自從東西德統一以後，前來柏林赫塔觀賽的人數大增，可是柏林赫塔的成績依然故我，仍然只在低組別聯賽徘徊。直到1994年11月，文費特·薛馬達接管柏林赫塔成為新任會長。他上任後不斷找尋資金注入，並在1996年聘請了於亞根·羅巴擔任主教練。結果柏林赫塔扭轉了局面，逐步地升上甲組聯賽。2000年首次晉身歐冠杯，在面對眾多歐洲強隊下，仍能順利打入第二圈。2000和2001更連續兩屆贏得德國杯。當時柏林赫塔收購了德國新晉國腳──代斯勒，成為球隊的核心之一。
雖然成績上有所進步，但至今柏林赫塔仍沒有取得德甲聯賽冠軍，這是因為德甲目前幾乎由班霸──拜仁慕尼黑壟斷冠軍，而柏林赫塔的財力始終無法與拜仁相比，加上陣中不少球員都被其他德甲球會挖角，如代斯勒被拜仁慕尼黑收購，剩下的又只是二三流球員，柏林赫塔實力亦有所削弱。
在2008-09賽季的德甲聯賽中，柏林赫塔成績有了大幅的提升，一度是聯賽最有可能奪冠的球隊之一。但最後被沃爾夫斯堡超過，聯賽排名第四位，獲得了參加歐洲聯賽的資格。2009-10賽季，由於季前不少球員與球會方面不和，加上球會只顧節省開支，導致該季成績大幅下滑；上半程17仗僅以6分塾底，下半程表現即使有所改善，仍需要提前一輪降級德國足球乙級聯賽，是該首都球會的第五次降級。
2012/13賽季，再次降落德乙作賽。
2021年1月25日，柏林赫塔宣布达尔道伊·帕尔再次擔任總教練，接替短暫執教的布魯諾·拉巴迪亞。
2021-2022賽季的德甲聯賽，柏林赫塔只得第十六名，需與德乙季軍漢堡踢升、降班附加賽，最終兩回合總計以2-1反勝，成功護級。

## 主場球場

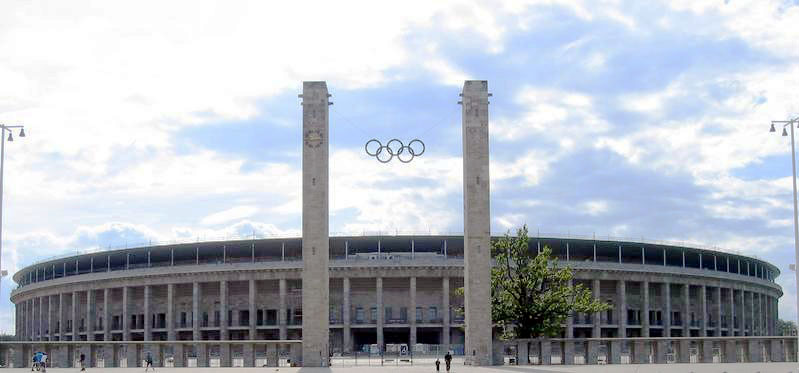
柏林奧林匹克體育場

柏林奧林匹克體育場（Berlin Olympiastadion）是一座位於德國柏林主要用於足球比賽的體育場地，可以容納約76,000人，屬於德国足球甲级联赛球隊柏林赫塔的主場球場，同時亦為每年德國盃決賽舉行的地點。這座運動場為了1936年夏季奧林匹克運動會而興建，及後成為1974年世界盃決賽週舉行場地。
德國為2006年世界盃決賽週主辦國，將這座球場做為決賽舉行場地，於2004年進行大規模擴建。
2016年5月23日證實，柏林赫塔將繼續在奧林匹克體育場舉行主場比賽，直到2025年。

## 著名球員
- 弗拉基米爾·達里達（Vladimír Darida）
- 彼得·佩卡里克（Peter Pekarík）
- 尼克拉斯·施塔克（Niklas Stark）

## 球會榮譽
- 德國錦標賽 冠軍（2）：1930年、1931年；
- 德國足球乙級聯賽 冠軍（2）：1990年、2011年；
- 德國足球協會聯賽盃 冠軍（2）：2001年、2002年；
- 欧洲足联国际托托杯 優勝者（4）：1971年、1973年、1976年、1978年；

## 電視拍攝
香港無線電視藝員許紹雄及梁烈唯曾於2014年於此球會拍攝超齡打工假期電視節目，並參與球隊工作

## 外部連結
- http://www.herthabsc.de/ （页面存档备份，存于）
- http://www.hertha-china.de/ （页面存档备份，存于）
- https://www.hertha.pl/ （页面存档备份，存于）